# Huntwick with Foulby and Nostell
Huntwick with Foulby and Nostell – civil parish w Anglii, w West Yorkshire, w dystrykcie metropolitalnym Wakefield. W 2011 civil parish liczyła 164 mieszkańców.